# Francisco Javier Girón
Francisco Javier Girón y Ezpeleta de las Casas y Enrile, II duque de Ahumada y V marqués de las Amarillas (Pamplona, 11 de marzo de 1803-Madrid, 18 de diciembre de 1869), fue un aristócrata, noble y militar español, fundador y primer director general de la Guardia Civil.

## Familia
Nació en el seno de una importante familia de la aristocracia militar, puesto que estaba emparentado con la Casa de Girón a través de su padre, el general Pedro Agustín Girón de las Casas, I duque de Ahumada y IV marqués de las Amarillas. Era descendiente de Pedro Téllez-Girón, más conocido como Pedro Girón, Maestre de la Orden de Calatrava entre 1445 y 1466. Por parte materna, también pertenecía a una familia noble tradicionalmente vinculada con las armas. Su madre era Concepción Ezpeleta Enrile, que a su vez era hija del general José Manuel de Ezpeleta y Galdeano, que llegó a ser virrey de Navarra y I conde de Ezpeleta de Beire.
Era por parte de padre sobrino nieto de Luis de las Casas y Aragorri, gobernador de Cuba y capitán general de Cádiz, y sobrino nieto del general Castaños, al ser la hermanastra de éste, Isabel de las Casas Aragorri, su abuela paterna. Por otra parte, era también descendiente en undécima generación del emperador azteca Moctezuma II, por parte de la madre de su abuelo paterno Jerónimo Girón y Moctezuma, III marqués de las Amarillas (que fue paje real de Fernando VI y alcanzara, desde el empleo de teniente de la Guardia Real, el rango de capitán general y el título de virrey de Navarra).
Asimismo era, por parte de madre, sobrino de José María, VII marqués de Montehermoso, Fermín y Joaquín Ezpeleta Enrile, todos ellos políticos y militares, y sobrino nieto de Pascual Enrile y Alcedo, gobernador general de Filipinas. 
Por último, era bisnieto de Jerónimo Enrile y Guerci, director del Asiento general de negros en La Habana y I marqués de Casa Enrile, y sobrino bisnieto de Simón de Aragorri y Olavide, acaudalado banquero de origen vascofrancés que fue ministro de Hacienda durante el reinado de Carlos III y hombre clave en la Corte madrileña, según impresiones de Alexander Humboldt durante su viaje a España en 1799.

## Carrera militar
El levantamiento español contra la invasión francesa llevó a su padre al campo de batalla, donde alcanzaría honores y fama combatiendo a las tropas de Napoleón. Quedó el niño en la casa de su abuelo paterno, Jerónimo Girón y Moctezuma. 
Con tales antecedentes familiares no es de extrañar que el joven sentara plaza en la milicia con tan sólo 12 años. El pronunciamiento del teniente coronel Rafael de Riego le sorprende en Villamartín y, poco después, ya con las estrellas de capitán, participa en las acciones del castillo de Torregorda en los sucesos de Cádiz. Su apoyo a la monarquía absolutista le supuso, junto con su padre, un corto exilio en Gibraltar durante el llamado “trienio liberal” y regresó a la Corte con la restauración de Fernando VII tras el triunfo de los cien mil hijos de San Luis.
En 1829 es ascendido al empleo de teniente coronel y destinado a Sevilla.
En 1831 alcanza el grado de coronel (lo cual supuso una doble alegría familiar, pues dicho ascenso coincide con el de su padre a capitán general) y en 1834 se le impone la faja de brigadier.
A las órdenes del general Narváez, “el espadón de Loja”, toma parte en casi todos los enfrentamientos que tienen lugar en Castilla y Andalucía entre el ejército gubernamental y los partidarios de Carlos María Isidro de Borbón, hermano de Fernando VII y tío, por tanto, de Isabel II.
Finalizada la primera guerra carlista, se le reconocen sus méritos en campaña y lealtad a la reina con el ascenso a mariscal de campo y el nombramiento de inspector general militar.
En 1842, al fallecer su progenitor, sumará al título de marqués, heredado de su abuelo, el de duque de Ahumada, concedido a su padre por la reina gobernadora, María Cristina de Borbón Dos Sicilias.

## La Guardia Civil

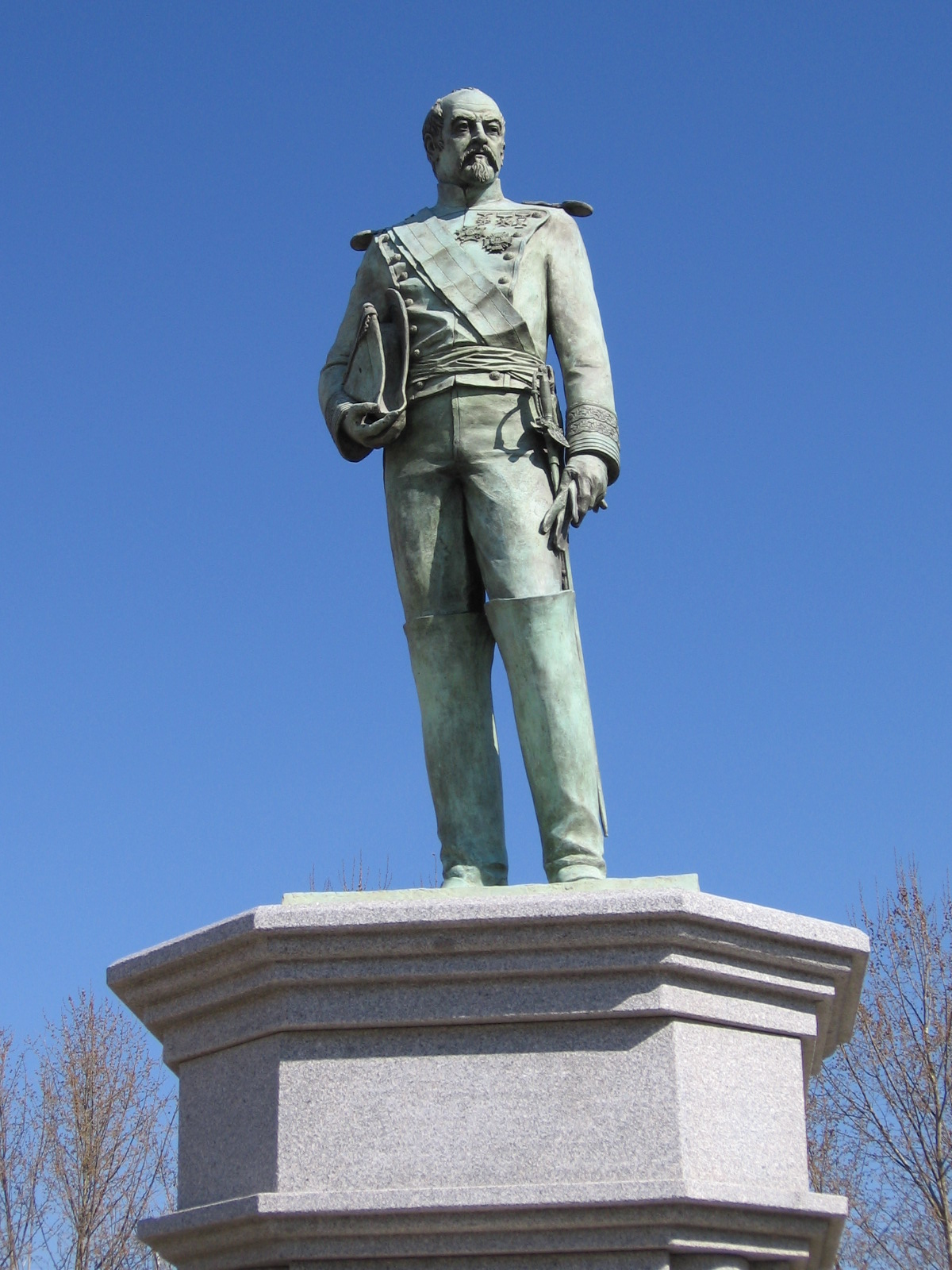
Estatua de Francisco Javier Girón en el Parque del Duque de Ahumada de Valdemoro (Madrid).

El 15 de abril de 1844 cesa en sus cometidos al designarle el gobierno, presidido por Luis González Bravo, para la organización del primer cuerpo de seguridad pública que pretende implantarse en España a nivel nacional: la Guardia Civil. Militar de los tipificados como ordenancistas y persona dotada de una extraordinaria capacidad de trabajo y meticulosidad, el duque de Ahumada se dedicó en cuerpo y alma a la tarea de formar a sus hombres en los conceptos de valor, disciplina, rígida instrucción, entrega a los demás y subordinación al poder establecido.
En la actualidad tiene una estatua en el centro de los jardines de la Academia de Oficiales de la Guardia Civil, sita en el municipio madrileño de Aranjuez y otra en el patio de armas del Colegio de Guardias Jóvenes de Valdemoro (Madrid).

## Últimos años
En noviembre de 1846 alcanzó los entorchados de teniente general y fue nombrado comandante general del Cuerpo de Alabarderos. En posesión de las más importantes condecoraciones, conseguidas a lo largo de una carrera militar de más de medio siglo, Francisco Javier Girón Ezpeleta Las Casas y Enrile, marqués de las Amarillas y duque de Ahumada, falleció en Madrid el 18 de diciembre de 1869.
Fue senador por la provincia de Córdoba entre 1844-46 y 1861-62.
| Predecesor: Ninguno                | Director General de la Guardia Civil 2 de noviembre de 1844 - 18 de julio de 1854 | Sucesor: Facundo Infante                   |
| Predecesor: José MacCrohon y Blake | Director general de la Guardia Civil 12 de octubre de 1856 - 1 de julio de 1858   | Sucesor: Isidoro de Hoyos y Rubín de Celis |